# بون نوفيل (مترو باريس)
بون نوفال (بالفرنسية: Bonne-Nouvelle)‏ هي محطة مترو تابعة لمترو باريس تقع في فرنسا في الدائرة الثانية والتاسعة والعاشرة في باريس.

## معرض صور

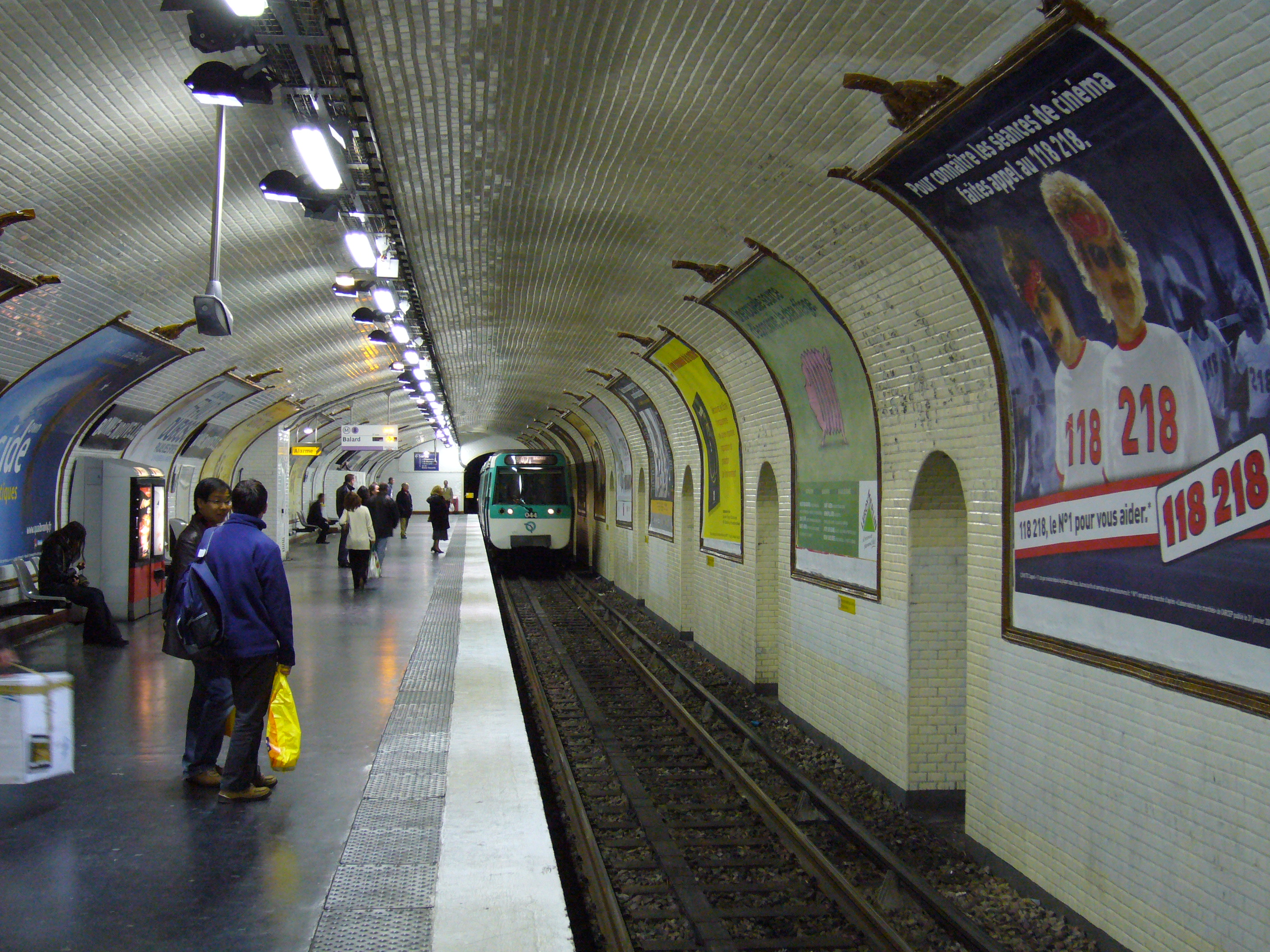
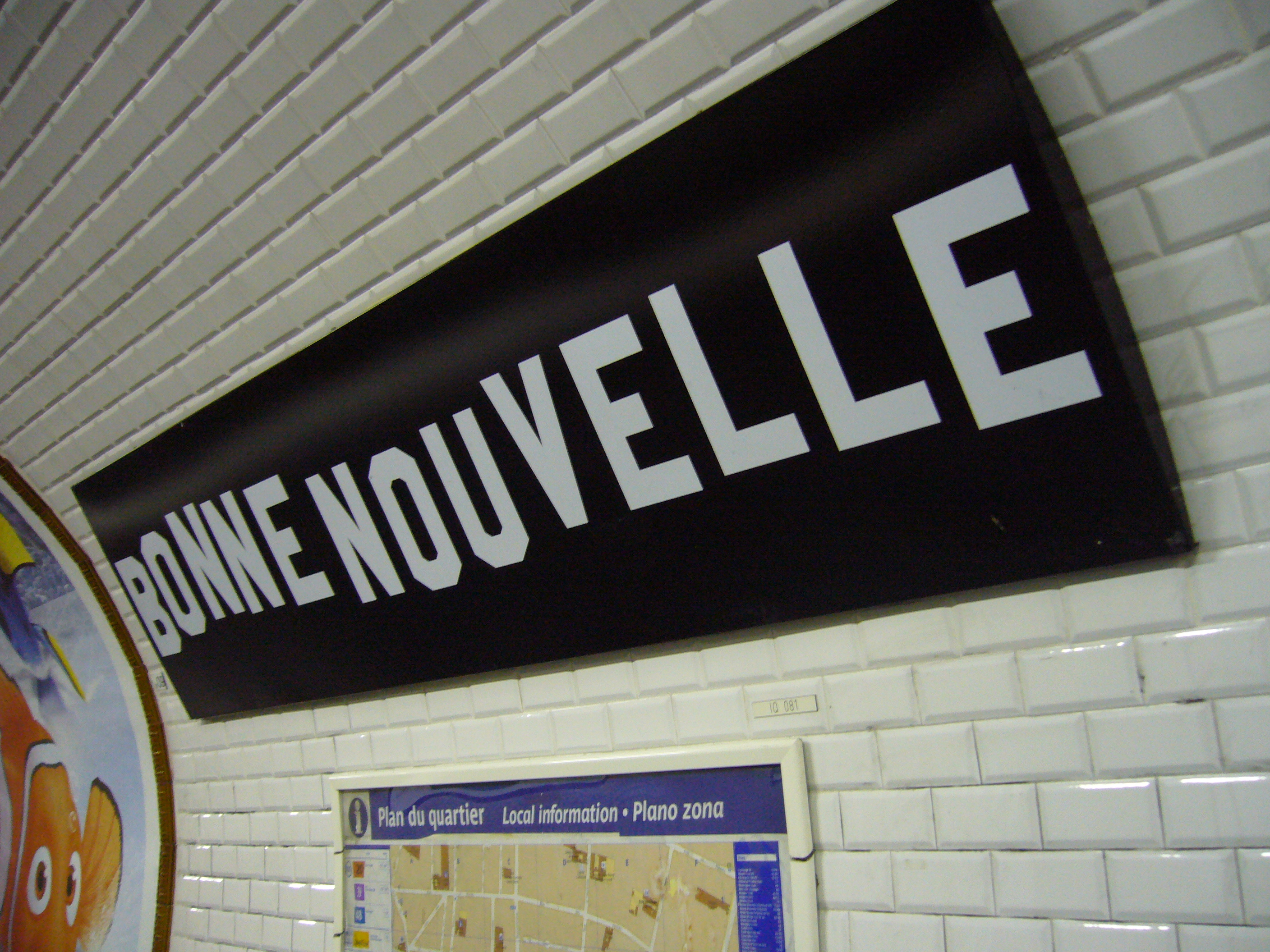
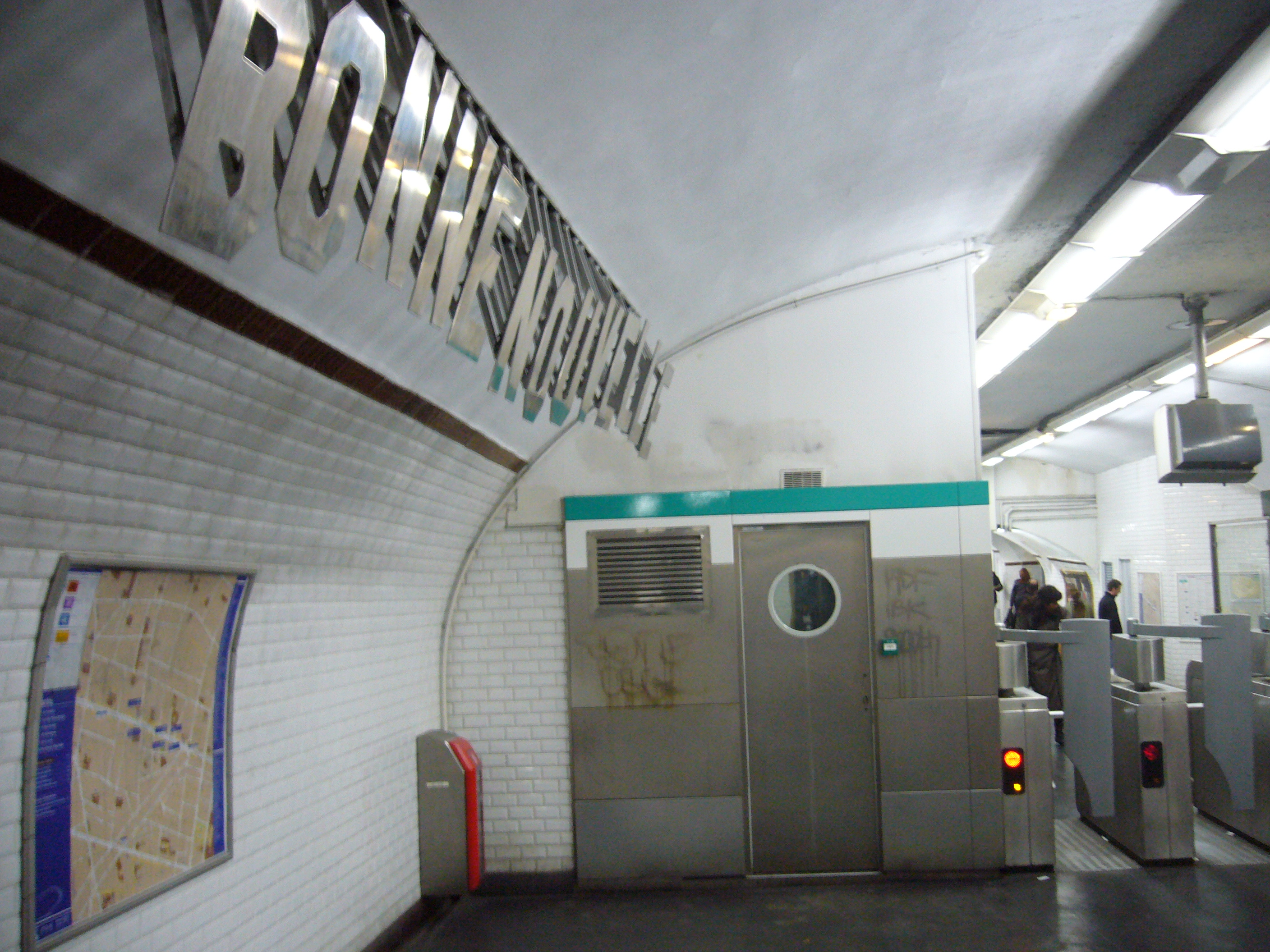

## مقالات ذات صلة
- مترو باريس
- قائمة محطات مترو باريس